# بطولة الأمم الخمس 1950
بطولة الأمم الخمسة 1950 (بالإنجليزية: 1950 Five Nations Championship)‏ هو الموسم 56 من  بطولة الأمم الخمسة. كان عدد الأندية المشاركة فيه  5، وفاز فيه منتخب ويلز الوطني لاتحاد الرغبي.